# Takuya Kurosawa
Takuya Kurosawa (jap. 黒澤琢弥 Kurosawa Takuya; ur. 7 czerwca 1962 w Ibaraki) – japoński kierowca wyścigowy.

## Kariera
Kurosawa rozpoczął karierę w międzynarodowych wyścigach samochodowych w 1988 roku od startów w Japońskiej Formule 3, gdzie odniósł jedno zwycięstwo. Z dorobkiem 21 punktów uplasował się na piątej pozycji w klasyfikacji generalnej. W późniejszych latach Japończyk pojawiał się także w stawce Japanese Touring Car Championship, All Japan Sports Prototype Car Endurance Championship, Japońskiej Formuły 3000, All Japan GT Championship, F3000 International Speed Cup, Formuły Nippon, 24-godzinnego wyścigu Le Mans, Champ Car oraz Super GT.

## Wyniki w 24h Le Mans
| Rok  | Zespół                 | Partnerzy                        | Samochód        | Klasa | Okr. | Poz. | Klasa Pos. |
| ---- | ---------------------- | -------------------------------- | --------------- | ----- | ---- | ---- | ---------- |
| 1998 | Nissan Motorsports TWR | Satoshi Motoyama Masami Kageyama | Nissan R390 GT1 | GT1   | 319  | 10   | 9          |